# Dirección de Intendencia
La Dirección de Intendencia (Dir Int) es un organismo superior del Ejército Argentino con asiento en El Palomar y bajo la dependencia orgánica de la Subjefatura del Estado Mayor General del Ejército.

## Reseña
Fue creada el 12 de octubre de 1895 la Intendencia General de Guerra bajo la gestión de José Evaristo Uriburu.
En 1916 la Intendencia General de Guerra pasó a denominarse Dirección General de Administración en la órbita del Ministerio de Guerra.
En 1947 fue reorganizada la Dirección General de Administración y creada la Dirección de Intendencia, que en lo sucesivo cambió de denominación por Comando de Intendencia y Dirección de Intendencia.
Fue organizada en 2011 como Dirección General de Intendencia tras una modificación en la estructura orgánico-funcional de conducción superior de las Fuerzas Armadas de la Nación resuelta por el Ministerio de Defensa. Pero en 2021 volvió a denominarse Dirección de Intendencia.